# Carel Wirtz
Carel Lodewijk Willem (Carel) Wirtz (Den Haag, 1 september 1841 – Breda, 12 september 1935) was een Nederlands pianist.

## Leven en werk
Wirtz was een zoon van de pianodocent Friedrich Johann Xavier Wirtz en Carolina Jacoba van Hove, dochter van kunstschilder Bartholomeus Johannes van Hove. Hij trouwde in 1868 met Maria Cornelia Vogelzang. Na haar overlijden hertrouwde hij in 1871 Maria Adriana Paulez.
Wirtz kreeg zijn eerste muzieklessen van zijn vader, docent aan de Haagse muziekschool. Daarna volgden Johann Lübeck (muziektheorie), Charles van der Does (piano van 1855 tot 1859) en Willem Nicolaï (orgel). Hij studeerde van 1851 tot 1859, maar al in 1855 vond zijn eerste publieke optreden plaats in Den Haag. Hij speelde toen het Pianoconcert in g mineur van Felix Mendelssohn Bartholdy. Al eerder werd hij als begeleider van zangverenigingen ingeschakeld. 
Hij mocht wat later verder concerteren in de rest van Nederland en ook aan het Nederlandse Hof. In zijn laatste jaar als “leerling” was hij ook leraar aan diezelfde muziekschool (1858-1864). In 1857 was hij voorts begonnen als vaste organist van de Sint Jacobuskerk van Den Haag en trad weer later tot 1875 op als dirigent van het koor van diezelfde kerk. In 1874 had hij al de positie van Charles van der Does overgenomen aan het conservatorium. In 1886 kwam hij er terug als directeur om de muziek van Giovanni Pierluigi da Palestrina te promoten. Van 1891 tot 1895 was hij verbonden aan de Muziekschool der Toonkunst in Utrecht. In diezelfde periode trad hij regelmatig op met de violist van het Concertgebouworkest Christiaan Timmner op, waarbij zij alle sonates voor viool en piano van Ludwig van Beethoven uitvoerden. In dat kader trad het duo op 23 februari 1893 op in De Harmonie te Leeuwarden. In 1900 werd hij benoemd tot Ridder in de Orde van Oranje-Nassau. Hij was toen leraar aan het Koninklijk Conservatorium voor Muziek te 's Gravenhage. In 1917 trok hij zich uit de actieve muziekwereld terug.
Wirtz overleed op 94-jarige leeftijd in Breda.
Gottfried Mann, Willem Andriessen, Anny Mesritz-van Velthuysen en Cornélie van Oosterzee waren onder andere leerlingen van hem.
Er is een beperkt aantal composities van zijn hand bekend:
- een mis
- Te Deum
- een Veni Creator
- een Alma Redemptoris
- een cantate voor solisten, koor en orkest

## Persoonlijk
Bernadine de Neeve, conservator bij Boymans van Beuningen, was een kleindochter van Carel Wirtz.
- International Standard Name Identifier: 0000 0003 9257 6949
- Nederlandse Thesaurus van Auteursnamen: 288244664
- Virtual International Authority File: 286686401
- WorldCat: E39PBJwD6DJtWXb7TyXkDTfg8C